# Edward Rizqallah
Edward Rizqallah (in arabo إدوارد رزق الله‎?; 21 agosto 1913 – ...) è stato un cestista egiziano.

## Carriera
Con l'Egitto ha disputato i Giochi olimpici di Berlino 1936.